# Рудник Тувату
Рудник Тувату — гірничодобувний майданчики у Меланезії, в державі Фіджі.
Рудник призначений для розробки однойменного золоторудного родовища, що лежить на острові Віті-Леву та пов'язане з кальдерою Навілава. Станом на червень 2023-го готовність копальні оцінювалась у 75 % і планувалось розпочати видобуток в останньому кварталі цього ж року. Принаймні відомо, що в травні 2024-го на вже працюючому руднику розпочали впровадження нових гірничих методів.
Розробка ведеться підземним способом. Ще під час розвідки спорудили похилу штольню, а за проєктом розробки додали головний транспортний ухил довжиною 344 метри, що спускається на глибину в 99 метрів. На глибині головний та розвідувальний ухили сполучені галереєю завдовжки 140 метрів.
Руда надходить на фабрику з вилучення золота, початкова продуктивність якої становила 300 тонн на добу. Втім, вже влітку 2024-го внаслідок збільшення видобутку руди цей показник довели до 400 тонн та розраховували в найближчі кілька місяців вийти на рівень у 500 тонн на добу.
Копальня має власну електростанцію загальною потужністю 6,3 МВт (шість генераторів по 0,8 МВт та один з показником у 1,5 МВт).
Станом на 2020-й ресурси проєкту за категоріями виміряні та показані оцінювались у 2,3 млн тонн руди, з якої можна було отримати близько 20 тонн золота. Початковий проєкт розробки передбачає отримання протягом 5 років 10,3 тонни золота.
Проєктом опікується компанія Lion One Metals.